# Knutsford
Knutsford is een civil parish in de unitary authority Cheshire East, in het Engelse graafschap Cheshire. De plaats telt 13.191 inwoners.

## Verkeer en vervoer
- Station Knutsford

## Geboren
- Tommy Barber (1896-1936), golfprofessional
- Michael Marshall Smith (1965), schrijver
- Emma Davies (1978), wielrenner
- Ruby Barnhill (2004), (kind)actrice